# Sorengo
Sorengo é uma comuna da Suíça, no Cantão Tessino, com cerca de 1.666 habitantes. Estende-se por uma área de 0,88 km², de densidade populacional de 1.893 hab/km². Confina com as seguintes comunas: Collina d'Oro, Lugano, Muzzano.
A língua oficial nesta comuna é o Italiano.

## Pessoas notáveis
- Anders Arborelius, (1949), bispo de Estocolmo